# Sex (альбом группы «Lюk»)
Sex — третий студийный альбом украинского музыкального коллектива «Lюk», выпущенный в 2005 году.

## Об альбоме
Как и предыдущие два альбома, он был записан на харьковской студии M.A.R.T.. Работа над пластинкой началась 9 марта 2005 года, и большая часть материала была готова к 29 июля. По словам музыкантов, новый альбом значительно отличается от предшественника тем, что во время записи они большое вниманию уделяли живому звучанию. Как и предыдущий альбом, он содержит песни на трёх языках: русском, французском и украинском. Две песни на французском языке были записаны с участием Сергея Бабкина («Le Port») и Андрея Запорожца («Papa Nöel»). В записи также приняли участие скрипичный квартет и мужской хор, использовался ситар. 1 октября диск был представлен в московском клубе «Апельсин». Клип на песню «Сахалін» стал первой видеоработой коллектива; также были сняты видеосопровождения к композициям «Электрочеловек» и «Le Port».

## Отзывы
Дмитрий Вебер из российского издания журнала Rolling Stone поставил альбому Sex четыре звезды из пяти и отметил, что каждая работа коллектива лучше предыдущей. Он сравнил «Lюk» с командой «Квартал» и Кид Локо, а вокалистку Ольгу Герасимову, названную «главным козырем группы», — с молодой Софией Ротару. Звучание альбома Вебер охарактеризовал как «безупречно качественное», добавив: «О таких альбомах принято говорить, что они „выдержаны на европейском уровне“». Отдельной похвалы были удостоены многоязычность песен и фотографии в буклете.
Положительно оценил альбом Владимир Боровой из «TimeOut Москва». По его мнению, он является наиболее адекватным представителем в жанре лаунж на территории бывшего СССР. По звучанию пластинка была описана как «интересная и разнообразная». Похвалив голос Герасимовой, рецензент заявил, что в данном жанре подобный вокал не появлялся с момента выхода дебютного альбома группы «Весна на улице Карла Юхана».

## Список композиций
| №   | Название                | Текст песни        | Музыка             | Длительность |
| --- | ----------------------- | ------------------ | ------------------ | ------------ |
| 1.  | «Киты большие» (Intro)  |                    |                    | 2:34         |
| 2.  | «Аэротория»             |                    |                    | 4:10         |
| 3.  | «Papa Nöel»             | Константин Русев   |                    | 4:25         |
| 4.  | «Электрочеловек»        | Алексей Мокринский | Алексей Мокринский | 3:14         |
| 5.  | «Le Port»               | Константин Русев   |                    | 4:00         |
| 6.  | «Будулай»               |                    |                    | 3:32         |
| 7.  | «Da Botanix»            |                    |                    | 0:52         |
| 8.  | «Сверхновые»            |                    |                    | 4:03         |
| 9.  | «Les Souvenirs du port» |                    |                    | 4:10         |
| 10. | «Сахалін»               | Сергей Жадан       |                    | 3:06         |
| 11. | «Су-27»                 |                    |                    | 3:59         |
| 12. | «Airbag»                | Сергей Жадан       |                    | 4:54         |
| 13. | «Прогулка по ВДНХ»      |                    |                    | 4:02         |
| 14. | «До побачення»          |                    |                    | 3:57         |
| 15. | «Купала»                | Сергей Жадан       | Юрий Ефремов       | 2:33         |

| №   | Название | Длительность |
| --- | -------- | ------------ |
| 16. | «Катя»   | 3:44         |
| 17. | «Ti Bi»  | 3:35         |

## Участники записи
- Оля Герасимова — вокал
- Олег Сердюк — клавишные, виртуальные инструменты, аккордеон (3)
- Крот (Александр Кратинов) — ударные, виртуальные инструменты
- Валентин Панюта — гитара
- Fad (Игорь Фадеев) — бас-гитара

Приглашённые музыканты
- Сергей Бабкин — вокал (5)
- Андрей Запорожец — вокал (3)
- Игорь Чернявский — скрипка
- Элла Злотникова — скрипка
- Николай Удовиченко — альт
- Нина Барашкова — виолончель
- Виктор Khan — ситар (6, 7, 11)
- Константин Шепеленко — перкуссия
- «Ойра» — вокал (15)
- Сергей Савчук — вокал (11)
- Григорий Мищенко — вокал (11)
- Алексей Мокринский (Мокрый) — бэк-вокал (4)
- Звукорежиссёры — Сергей Кондратьев, Владимир Филатов
- Сведение: «Lюк», кроме 2, 7, 10, 14 — Сергей Кондратьев; 4, 12 — Алексей (Белый) Белый
- Подготовка к мастерингу: Алексей (Белый) Белый
- Мастеринг — Андрей Субботин «Saturday Mastering Studio» (Москва, 2005 г.)
- Александр Фумаров — фото, постановка